# ルバ
ルバ（スペイン語: Luba）は、赤道ギニア・ビオコ島南部の都市。南ビオコ県の県都。人口は2001年の人口調査時で9,011人で、島内で2番目に多く、南ビオコ県では最も多い。北緯3度27分、東経8度33分に位置する。
島の西海岸南部に位置し、島の木材を輸出するための港町として栄えた。市内の観光地として、いくつかあるビーチと植民地・スペイン領ギニア時代の病院などが挙げられる。首都のマラボとは航路や幹線道路によって繋がっており、自動車でおよそ1時間半で到達することが出来る。
近年では、ルバ近郊に新たに自由港（フリーポート）が造成され、以前より大きな船も着岸できるようになっている。この港は、これまでのマラボ港に代わるタンカーの港として利用されている。